# Carter Beauford
 Der er for få eller ingen kildehenvisninger i denne artikel, hvilket er et problem. Du kan hjælpe ved at angive troværdige kilder til de påstande, som fremføres i artiklen.

Carter Anthony Beauford (født 2. november 1958 i Charlottesville, Virginia) er en amerikansk trommeslager, der har spillet i Dave Matthews Band siden 1991.
Carter voksede op i et hus fuld af musik. Alt lige fra jazz og gospel til The Beatles. Da han var tre år gammel kunne hans far ikke finde en babysitter og blev nødt til at tage ham med til en Buddy Rich-koncert. Arkiveret 3. maj 2016 hos  Wayback Machine
Carter Beauford startede ud i et band, som hed Secrets. Det var et band, der spillede i og omkring Charlottesville, før han mødte Dave Matthews og de begyndte bandet.